# Europäische Juniorenspiele 1968
| 3. Europäische Juniorenspiele Das umgebaute Stadion | 3. Europäische Juniorenspiele Das umgebaute Stadion |
| --------------------------------------------------- | --------------------------------------------------- |
|                                                     |                                                     |
| Stadt                                               | Leipzig, DDR                                        |
| Stadion                                             | Zentralstadion Leipzig                              |
| Teilnehmende Länder                                 | 12                                                  |
| Teilnehmende Athleten                               |                                                     |
| Wettbewerbe                                         | 33                                                  |
| Eröffnung                                           | 23. August 1968                                     |
| Schlussfeier                                        | 25. August 1968                                     |
| Eröffnet durch                                      |                                                     |

Die 3. Europäischen Juniorenspiele vom 23. bis 25. August 1968 im Zentralstadion des Sportforums von Leipzig (DDR, heute Bundesrepublik Deutschland) waren die letzten mit diesem Namen. Ihre Fortsetzung fanden sie mit den 1. Leichtathletik-Junioreneuropameisterschaften in der französischen Stadt Colombes, rund zehn Kilometer nordwestlich des Pariser Stadtzentrums im Département Hauts-de-Seine gelegen.
Die Wettkampfergebnisse sind unter Weblinks zu finden.

## Teilnehmer
Aus zwölf Ländern waren Sportler gekommen: Albanien, Belgien, Bulgarien, DDR, Griechenland, Jugoslawien, Niederlande, Österreich, Polen, Rumänien, Sowjetunion und Türkei. Nach dem Einmarsch der UdSSR in die Tschechoslowakei am 21. August 1968 zog der Deutsche Leichtathletik-Verband (DLV) sein Team am 22. August 1968 zurück.

## Medaillenspiegel
| Medaillenspiegel (Endstand nach 33 Entscheidungen) | Medaillenspiegel (Endstand nach 33 Entscheidungen) | Medaillenspiegel (Endstand nach 33 Entscheidungen) | Medaillenspiegel (Endstand nach 33 Entscheidungen) | Medaillenspiegel (Endstand nach 33 Entscheidungen) | Medaillenspiegel (Endstand nach 33 Entscheidungen) |
| Platz                                              | Land                                               | Gold                                               | Silber                                             | Bronze                                             | Gesamt                                             |
| -------------------------------------------------- | -------------------------------------------------- | -------------------------------------------------- | -------------------------------------------------- | -------------------------------------------------- | -------------------------------------------------- |
| 1                                                  | Sowjetunion                                        | 18                                                 | 12                                                 | 11                                                 | 41                                                 |
| 2                                                  | Deutsche Demokratische Republik                    | 11                                                 | 15                                                 | 5                                                  | 31                                                 |
| 3                                                  | Rumänien                                           | 2                                                  | 2                                                  | 4                                                  | 8                                                  |
| 4                                                  | Polen                                              | 1                                                  | 1                                                  | 7                                                  | 9                                                  |
| 5                                                  | Belgien                                            | 1                                                  | 0                                                  | 1                                                  | 2                                                  |
| 6                                                  | Bulgarien                                          | 0                                                  | 1                                                  | 3                                                  | 4                                                  |
| 7                                                  | Griechenland                                       | 0                                                  | 1                                                  | 1                                                  | 2                                                  |
| 7                                                  | Jugoslawien                                        | 0                                                  | 1                                                  | 1                                                  | 2                                                  |
|                                                    | Gesamt                                             | 33                                                 | 33                                                 | 33                                                 | 99                                                 |